# Glypta vinnula
Glypta vinnula är en stekelart som beskrevs av Dasch 1988. Glypta vinnula ingår i släktet Glypta och familjen brokparasitsteklar. Inga underarter finns listade i Catalogue of Life.